# The CW
The CW Television Network (comúnmente conocida como The CW y conformada por las iniciales de CBS y Warner Bros.) es una cadena de televisión estadounidense de lenguaje inglés operada por The CW Network, LLC, una empresa conjunta entre la división CBS Entertainment Group de Paramount Global, y la división Warner Bros. Entertainment de Warner Bros. Discovery, expropietaria mayoritaria de The WB.
The CW comenzó sus operaciones el lunes 18 de septiembre de 2006, con dos noches de especiales, y formalmente inició sus transmisiones el 20 de septiembre de 2006, con dos episodios seguidos de la serie America's Next Top Model.

## Historia

### Antecedentes
The CW es el sucesor de las cadenas The WB y UPN, lanzadas en enero de 1995. 
Justo con el lanzamiento de estas, cadenas como FOX, inician operaciones, para competir contra ellas, y aunque fueron las primeras, la limitante fue los bajos niveles de audiencia. Sin embargo, han transmitido algunas de las producciones más populares como son: la película 9 semanas y media, Buffy Cazavampiros, Dawson's Creek, Gilmore Girls, Seventh Heaven, Felicity, Everwood, Angel, Smallville, Charmed, Sabrina, the Teenage Witch, Unhappily Ever After, Jack & Jill, Popular, Veronica Mars, Star Trek Voyager y Everybody Hates Chris. 
Pero a pesar de haber abierto, una generación, poco a poco fueron bajando sus niveles, mientras que los de FOX, iban en aumento como también las de ABC, CBS y NBC. En los 11 años, al aire perdieron más de 2 billones de dólares. 
Les Moonves, ejecutivo de CBS, explicó que el nombre de la nueva cadena se formaría con las iniciales de las cadenas CBS y The WB, diciendo que no se podía utilizar el nombre de The WC, por razones obvias. Sin embargo algunos ejecutivos mostraron disgusto por el nuevo nombre. En marzo, Moonves dijo que no había ninguna posibilidad que el nombre pudiera cambiar.

### 2006-2011: los primeros cinco años
En la primera presentación, se reveló el logo de la cadena, para reemplazar al rectángulo azul, que se usó provisionalmente en enero de 2006. El logo es verde y blanco, para evitar confusiones con el de la CNN, la señal de noticias de Time Warner.  
Al igual que UPN y The WB, el objetivo de The CW, es la audiencia joven. CBS y Warner Bros, esperan que con la fusión de ambas cadenas, se convierta, en la quinta gran cadena televisiva, y al contrario de sus competidores, no planea ofrecer noticias ni deportes, pero algunas de sus estaciones locales, si los transmiten. 
El 11 de septiembre de 2006, un nuevo sitio web fue lanzado, www.cwtv.com. Y ahora tiene enlaces a The CW4kids, la versión infantil de la cadena. 
"The CW", comenzó con un especial producido por ambas CBS y WB, después de la repetición de la décima temporada de 7th Heaven, y la sexta de Gilmore Girls. La cadena presentó, los finales de las series presentadas anteriormente, en las cadenas anteriores. Con excepción de WWE Friday Night SmackDown y America's Next Top Model, con sus nuevas temporadas, y con esto consiguió altos niveles de audiencia en la fecha del estreno de ambas, superando a FOX.

### 2023: The CW ofrece deportes por primera vez
En el año 2023, The CW firmó contrato con la conferencia universitaria Atlantic Coast Conference para transmitir en vivo fútbol americano y baloncesto masculino univeritario junto con el torneo de golf profesional LIV Golf. Para el año 2025, The CW trasmitirá el automovilismo NASCAR Xfinity Series.